# سلام، دالی! (فیلم)
سلام، دالی! (انگلیسی: Hello, Dolly!) فیلمی در ژانر کمدی رمانتیک، رمانتیک، و موزیکال به کارگردانی جین کلی است که در سال ۱۹۶۹ منتشر شد. از بازیگران آن می‌توان به باربارا استرایسند، والتر ماتائو، مایکل کراوفورد و لویی آرمسترانگ اشاره کرد.

## جوایز
- برنده جایزه اسکار بهترین کارگردانی هنری
- برنده جایزه اسکار بهترین صدابرداری
- برنده جایزه اسکار بهترین موسیقی فیلم